# Agitacja

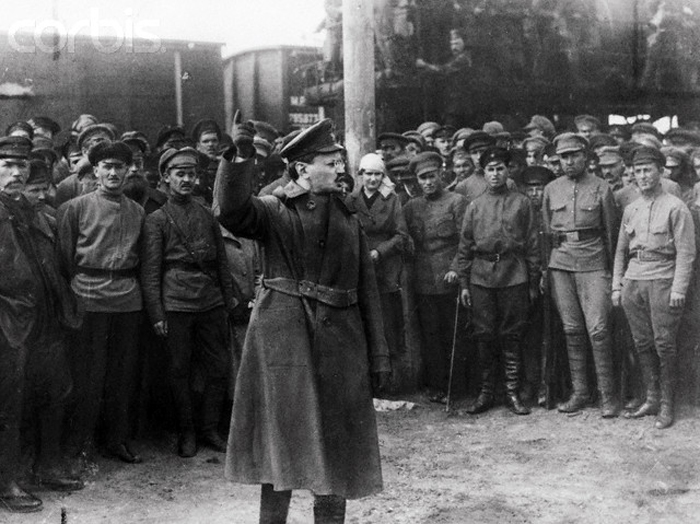
Lew Trocki agitujący przed żołnierzami Armii Czerwonej podczas wojny polsko-bolszewickiej

Agitacja – działalność prowadząca do zjednania sprawy, idei, poglądów; propagowanie haseł albo ideologii.
Jako forma propagandy ma służyć osiągnięciu doraźnego, konkretnego celu. Sposobami prowadzenia agitacji są: reklamy, ulotki, słowa, plakaty i przemówienia wiecowe (najstarsza forma).
W Polsce prowadzona (i prawnie dozwolona) jest m.in. agitacja związkowa na terenie zakładów pracy, co zagwarantowane jest w Konstytucji jako wolność zrzeszania się pracowników.

## Zakaz agitacji
W wielu krajach istnieje ustawodawstwo zabraniające agitacji politycznej ze względu na określone warunki, np. w niektórych miejscach. W Polsce agitacja polityczna jest zabroniona na terenie szkół, gdyż zgodnie z art. 86 ustawy o systemie oświaty w szkole mogą "działać, z wyjątkiem partii i organizacji politycznych, stowarzyszenia i organizacje, których celem statutowym jest działalność wychowawcza albo rozszerzanie i wzbogacenie form działalności dydaktycznej, wychowawczej i opiekuńczej szkoły lub placówki". Zgodnie z kodeksem wyborczym agitacja wyborcza jest zabroniona również na terenie urzędów administracji rządowej, administracji samorządu terytorialnego oraz sądów (art. 108). Złamanie tego zakazu stanowi wykroczenie zagrożone grzywną.
Za agitację wyborczą, niedozwoloną w trakcie tzw. ciszy wyborczej, uznawane może być również m.in. udostępnianie profili polityków na portalach społecznościowych, czy też klikanie znaczników typu "Lubię to" pod ich postami internetowymi.